# Di notte sotto il ponte di pietra
Di notte sotto il ponte di pietra (Nachts unter der steinernen Brücke) è un romanzo dell'autore Leo Perutz del 1953.
L'autore lo iniziò a Vienna nel 1924 e lo terminò a Tel Aviv nel 1951. Fu pubblicato nel 1953.

## Struttura del testo
Le 14 storie che compongono il romanzo sono legate a un amore impossibile tra l'imperatore Rodolfo II d'Asburgo e la bella ebrea Esther e ai loro rapporti con il ricco Mordechai Meisl e il rabbino Löw per formare una multiforme leggenda che si svolge tra il ghetto e il castello di Praga. Solo gradualmente il lettore prende coscienza dei collegamenti tra le singole storie della Praga a cavallo del 1600, che si possono leggere anche in modo indipendente e non sono ordinate cronologicamente. La cornice narrativa, che si percepisce alla fine di alcune storie, è data dalla storia familiare dello studente di medicina Meisl, discendente indiretto di Mordechai e precettore del narratore, e dalla distruzione (a scopo di risanamento e rinnovamento urbanistico) dell'antico ghetto di Praga all'inizio del XX secolo, che Perutz visse da studente delle superiori.

## Racconti contenuti
Tra parentesi i titoli originali.

### La peste nel ghetto(Die Pest in der Judenstadt)
Nel 1589 Koppel-Bär ("Orso al Guinzaglio") e Jäckele-Narr ("Giacomino il Buffone"), due poveri musicisti e buffoni, vogliono suonare per Blümelein ("Fiorellino"), la figlia del ciabattino. Ma è morta anche lei, la peste porta via i bambini della comunità ebraica. Vanno al cimitero e vedono i fantasmi dei bambini morti che li perseguitano. Il rabbino Löw sa interpretare questo come un segno che nella comunità c'è un peccatore che giorno dopo giorno commette iniquità. Il rabbino li rimanda nel cimitero perché adeschino il fantasma di uno dei bambini per chiedergli il nome del peccatore, ma i due apprendono solo che si tratta di un atto di adulterio. Il rabbino quindi raduna la comunità e chiede che il peccatore, che ha provocato la moria di bambini, si faccia avanti. Siccome neanche dopo aver fatto la domanda tre volte si fa avanti alcuno, maledice il peccatore, Ma l'anatema non è visibile a nessuno.
Così il rabbino Löw rimanda i due musicisti al cimitero per adescare un altro fantasma e attirarlo nella stanza del rabbino, cosa che si verifica. Una volta nella stanza, il rabbino fa sì che lo spirito ritorni un bambino vivo e lo interroga egli stesso.Il bambino gli dice: "Uno solo, oltre a Dio, lo sa, e quello sei tu". Il rabbino Low comprende e si avvia da solo sulle rive della Moldava. Lì, sotto il ponte di pietra, s'intrecciano una rosa e un rosmarino. Separa le piante, estirpa il rosmarino e lo getta nell'acqua scura. In quella notte termina la moria di bambini, muore la bella ebrea Esther Meisl, l'imperatore Rodolfo si sveglia da un sogno con un urlo.

### Alla tavola dell'imperatore(Des Kaisers Tisch)
Nel 1598 i nobili boemi Peter Zaruba e Georg Kapliř passeggiano per la Città Vecchia. Il ricco possidente Kapliř s'indigna per la prosperità degli ebrei e delle loro attività e chiede al povero Zaruba se vuole accompagnarlo al castello, dove ha degli affari da discutere col segretario del maggiordomo di corte, perché allora anche lui sarebbe stato invitato alla tavola dell'imperatore. Peter Zaruba spiega che un'antica profezia dice che uno della famiglia ripristinerà la santa libertà boema, purché non mangi dalla tavola dell'imperatore, quindi Zaruba fa sì che Kapliř vada al castello da solo. Sulla via del ritorno, Zaruba si ferma in una locanda perché l'oste offre quattro portate per soli tre Groschen boemi e mangia in modo eccellente. Quando Kapliř passa davanti al giardino dell'osteria è di cattivo umore: il tribunale ha problemi di pagamento e quindi lui, l'odiatore degli ebrei, dovrebbe ottenere un prestito dall'ebreo Meisl. Non ha neppure placato il suo appetito perché ha mangiato poco e niente dalla tavola dell'imperatore. Scopre poi che a Zaruba sono state servite le stesse pietanze, poiché l'oste è solito comprare gli avanzi della mensa imperiale e offrirli a modico prezzo ai suoi avventori. Zaruba è sconvolto perché in questo modo ha perso la possibilità di restituire la libertà alla Boemia.

### Le chiacchiere dei cani(Das Gespräch der Hunde)
Nel 1609, lo sfortunato ma devoto ebreo Berl Landfahrer, per aver ricettato involontariamente della merce rubata, deve essere impiccato tra due cani come punizione speciale tra due cani. Landfahrer trascorre la notte prima dell'esecuzione in cella con i due cani, un magro bastardino di strada e il barbone del defunto Mordechai Meisl. I cani abbaiano mentre lui vuole pregare; questo lo infastidisce e vuole gettare un incantesimo sui due cani perché la smettano: scrive la formula nella polvere ma commette un errore in una lettera e scopre che, invece di ottenere la calma desiderata, ora può capire il linguaggio dei cani. Sente il barboncino raccontare che Meisl ha seppellito i soldi che sarebbero dovuti andare a Berl per alleviare la sua sfortuna, ma che non conosce il destinatario. Berl Landfahrer si presenta quindi al barboncino, che si rallegra e gli promette di mostrargli il nascondiglio l'indomani. Landfahrer gli spiega che loro tre dovranno essere impiccati domattina, ma il barboncino dice che scapperà rapidamente appena la porta della cella sarà aperta. La mattina dopo, al posto del boia entrano i consiglieri ebraici e annunciano a Berl Landfahrer la grazia. Tuttavia, invece di gioire, si dispera perché il barboncino è scappato dalla porta aperta prima che potesse mostrargli il nascondiglio. Trascorre il resto della sua vita alla ricerca del cane, e di lui si dice che abbia perduto la ragione la notte prima dell'esecuzione.

### La sarabanda(Die Sarabande)
Per gelosia, l'elegante conte Collalto si burla del goffo barone Juranic mentre balla con la figlia minore del signor von Berka, per ridicolizzarlo davanti alla ragazza. Il barone quindi sfida il conte a duello per la sera e scopre che è di gran lunga superiore nell'abilità schermistica. Risparmia la vita a Collalto a condizione che balli tutta la notte, al suono di una sarabanda eseguita da tre musici croati al seguito del barone. Il conte è sempre più esausto; solo quando passano davanti a una statua della Madonna può riposarsi, perché i musici si soffermano a pregare. Juranic, volendo impedirlo, li porta nel ghetto, dove non ci sono segni cristiani. Il conte Collalto non ha più lena e chiede disperatamente aiuto. Il rabbino Löw sente il suo grido e si affaccia alla finestra. Collalto implora che gli dia un'immagine di Cristo. Comprendendo la situazione, il rabbino fa apparire un'immagine sulla parete di fronte, un Ecce Homo davanti al quale il barone Juranic cade in ginocchio, e, riconoscendo di aver avuto un cuore di pietra, ha pietà del Conte. Tuttavia, quell'Ecce Homo non era un'immagine di Cristo, quanto piuttosto un'immagine dell'ebreo perseguitato.

### Heinrich dall'Inferno(Der Heinrich aus der Hölle)
L'imperatore Rodolfo II si sveglia da un incubo. Convoca i cortigiani Hanniwald, Sternberg e Bubna, ma scambia il giovane coppiere Bubna per il generale Russwurm, che egli aveva fatto uccidere anni prima e che è tornato dall'inferno per vendicarsi. Si calma solo dopo che Bubna ha recitato il Padrenostro dietro suo ordine. L'imperatore racconta il suo sogno in cui è stato tentato dal diavolo, che profetizza che non gli farà avere il tesoro segreto e che terribili punizioni verranno sulla terra. I confidenti dell'imperatore discutono su come rispondere agli emissari del demonio. L'imperatore apprezza la formulazione di Hanniwald, che suggerisce di attenersi strettamente alle prescrizioni della fede cattolica, e si calma, riconosce Bubna e finalmente va a letto.
A Praga arriva con un numeroso e sfarzoso seguito un ambasciatore del Marocco e viene ricevuto a corte. L'imperatore però reagisce di nuovo in modo strano. Confonde l'inviato marocchino per Heinrich Twaroch, un ex garzone delle scuderie imperiali che gli aveva rubato diverse monete antiche ed era poi scomparso. Rodolfo II accusa l'inviato di essere un miscredente e di venire dall'inferno. I cortigiani sono imbarazzati, ma l'imperatore è irremovibile: vede l'ambasciatore come l'inviato del diavolo, che ora attende la sua risposta. Così ripete le parole di Hanniwald: "Non mi allontanerò di un palmo dal Signore Gesù che ci ha redenti". L'udienza si conclude.
La sera l'ambasciatore, travestito da artigiano, si reca da un giardiniere alla periferia della città: gli dice che l'imperatore lo ha ricevuto e che è stato l'unico della corte a riconoscere in lui, l'ex stalliere Heinrich Twaroch, figlio del giardiniere praghese che si era convertito all'Islam.

### Il tallero rubato(Der entwendete Taler)
Il giovane Rodolfo II, figlio dell'imperatore Massimiliano, si perde cavalcando di notte senza seguito e ha una strana visione: in mezzo alla foresta incontra due giganti con tre luccicanti cumuli di monete d'oro, argento e rame. Chiede alle spettrali figure a chi appartenga il tesoro e scopre che è tutto destinato all'ebreo Mordechai Meisl, futuro fedele servitore dell'imperatore. Questo fa indignare il giovane principe, che prende un tallero d'argento dal mucchio. Lo spirito, prima di sparire del tutto, gli dice di tenere pure il tallero, ma che non avrà fortuna né pace finché non sarà con colui a cui è destinato. Nei giorni successivi viene perseguitato dalla sventura, finché non decide di sbarazzarsi del tallero di cui si era illegittimamente appropriato. Tuttavia non può rintracciare l'ebreo Mordechai Meisl per consegnargli il tallero, poiché nessuno lo conosce, quindi lancia il tallero dal ponte di pietra sulla Moldava. Esso cade in una barca che sta passando sotto. Il pescatore mette il tallero nella tasca del mantello; Rodolfo decide di inseguire il tallero. Uno sconosciuto compra il cappotto del pescatore per visitare la sua amata sotto le spoglie di un pescivendolo. La mattina dopo, il mantello s'impiglia nel pero, usato dall'amante per scendere dalla casa nel giardino. Un carrettiere prende il mantello col tallero e lo vende a un vecchio rigattiere, nella cui bottega si è fermato a riposare il giovane Rodolfo con la scusa di essere stanco. Dopo un po', arriva un ragazzino che ha un accordo con il rigattiere: in cambio di due Pfennig può prendersi tutto quello che trova nelle tasche dei vestiti in vendita. Trova così la moneta. Quando Rodolfo gli chiede cosa comprerà con quella, il ragazzo risponde che non spenderà il tallero per se stesso, perché un tallero può facilmente diventarne due, e se ne va felice. Rodolfo scopre che il nome del ragazzo è Mordechai Meisl.

### Di notte sotto il ponte di pietra(Nachts unter der steinernen Brücke)
Sotto il ponte di pietra, un roseto e un cespuglio di rosmarino si attorcigliano l'uno attorno all'altro. Rodolfo II ed Ester s'incontrano notte dopo notte in un sogno come amanti e non sanno cosa sta succedendo loro. Ester è angosciata perché sente l'ira di Dio. Al mattino si svegliano soli nei loro letti, Rodolfo smanioso e disperato, Esther sollevata dal fatto che sia stato solo un sogno, per quanto uno dei più belli.

### La stella di Wallenstein(Der Stern des Wallenstein)
Nel 1606 alla corte di Rodolfo II è tempo di austerità si stanno risparmiando e molti servitori non ricevono lo stipendio, compreso l'astronomo Johannes Keplero. In una conversazione con il segretario segreto Hanniwald, Keplero si lamenta del fatto che, in quanto astronomo serio, non vuole fare le previsioni astrologiche accordandosi ai desideri dell'imperatore. Alla fine della conversazione, Keplero chiede del giovane nobile Waldstein, perché anch'egli vuole che gli faccia dei pronostici astrologici. Keplero è curioso perché dalla sua scrittura gli sembra che abbia un carattere difficile ma destinato a grandi imprese.
Il giovane e impoverito Waldstein arriva a Keplero. Il gracidare delle rane nello stagno dietro la casa di Keplero lo disturba oltre misura, e racconta che tutti i versi degli animali lo fanno impazzire, così come tutti gli animali che sente urlare, abbaiare e belare intorno al suo appartamento. Waldstein chiede se nella notte seguente Marte sarà in posizione dominante nel Grande Carro, poiché intende unirsi a una banda di ladri per ottenere denaro per le sue iniziative politiche e spera nella sua buona influenza, ma Keplero invece gli indica Venere. Waldstein promette a Keplero la ricompensa per il calcolo dopo la notte in questione.
Waldstein ha pattuito che una carrozza lo venga a prendere in serata e lo porti sotto stretta sorveglianza da Barvitius, il capo della banda di ladri. La rapina dovrebbe essere perpetrata al ricco ebreo Mordechai Meisl, il tesoriere segreto dell'imperatore, che ultimamente ha regalato il suo denaro come un matto e lo ha distribuito al popolo. Waldstein sale sulla carrozza, che è in anticipo, e viene bendato. Dopo un lungo viaggio viene condotto in un castello, dove però non è Barvitius ad attenderlo, ma una bella donna mascherata. Dopo incomprensioni da entrambe le parti, a Waldstein viene spiegato che la signora ama la libertà e quindi vuole essere la sua amante in incognito e mascherata per una notte. Waldstein trascorre così una notte d'amore con la sconosciuta, ma al mattino riconosce dall'odiato canto del gallo della padrona di casa che non è lontano dal suo alloggio e che la sconosciuta è la sua vicina, la bella e ricchissima vedova Lucrezia. Vedendosi smascherata, essa accetta di sposarlo.
Quando torna nella sua stanzetta, trova l'intermediario della banda che lo sta aspettando eccitato, poiché Barvitius e i suoi sono stati arrestati durante la notte. In segno di gratitudine per il buon oroscopo, che ora lo ha reso più ricco dell'incursione pianificata, Waldstein invia una borsa di ducati d'oro al povero Keplero, che ora riconosce a vantaggio dell'astrologia il fatto che nutra meglio dell'astronomia .

### Il pittore Brabanzio(Der Maler Brabanzio)
L'imperatore Rodolfo II, un collezionista d'arte ossessionato, s'imbatte in un piccolo dipinto del pittore praghese Brabanzio, che riconosce come un capolavoro. Visita in incognito il pittore, che in quel momento sta ritraendo un barcaiolo nel suo studio. Appeso al muro c'è un quadretto che lo affascina: consiglia al pittore di tentare la fortuna al castello, ma Brabanzio non ne vuole sapere in alcun modo, perché si è sparsa la voce che l'imperatore ritarda nel pagare lo stipendio a tutti. Mordechai Meisl entra nello studio: vuole che il pittore gli dipinga un ritratto della moglie Esther, morta da tempo, che non può dimenticare. Cerca di descrivere Esther, ma Brabanzio gli fa presente non può dipingere un ritratto con gli occhi dell'amore. Tuttavia, le parole di Meisl s'insinuano nel cuore dell'imperatore Rodolfo che, perso nei suoi pensieri, trae il volto della sua amata dai sogni che non potrà mai potuto dimenticare, e come in estasi ne disegna il volto. Egli stesso tuttavia non ne è soddisfatto, dato che gli sembra troppo superficiale. Una folata di vento fa volare il disegno dell'Imperatore davanti al pittore e a Meisl, che vi riconosce la moglie defunta e ricompensa generosamente il pittore stupito. Il giorno successivo, il cameriere dell'imperatore trova vuoto lo studio di Brabanzio: con gli otto fiorini di Meisl, l'incostante pittore si è messo in viaggio.

### L'alchimista dimenticato(Der vergessene Alchimist)
L'imperatore ha problemi finanziari. È insolvente da molto tempo, ma è sempre più indebitato per l'acquisto di opere d'arte. È disperato perché quando i consiglieri non vogliono più concedergli denaro per acquistare alcuni dipinti. Il suo cameriere personale Philipp Lang lo calma e gli consiglia di entrare in affari con il ricco ebreo Mordechai Meisl piuttosto che affidarsi ad alchimisti come quello di corte Jakobus van Delle.
L'alchimista di corte Jakobus van Delle ha scommesso con l'imperatore che avrebbe prodotto un lingotto d'oro per il giorno di San Venceslao. Ma la trasformazione del piombo in oro fallisce e van Delle ha una paura mortale. Il suo amico Brouza, addetto ai camini ex giullare di corte, decide di aiutarlo a fuggire dal castello e di dargli dei soldi per fuggire. Per fare questo, si reca dall'imperatore e lo prende in giro finché l'imperatore non lo picchia. Brouza si lascia colpire, ma in seguito si lamenta di ciò che direbbe il defunto padre dell'imperatore, di cui era il buffone di corte preferito. Per placare lui e la sua coscienza, l'imperatore gli dà tre fiorini. Brouza porta la somma a van Delle e lo aiuta a fuggire dal castello con una scala di corda. Nel mentre, Van Delle si ferisce e viene nascosto da Brouza nella sua casupola. La fuga dell'alchimista viene notata solo molto tempo dopo il giorno di san Venceslao, ma l'imperatore ha dimenticato da tempo la scommessa. Philipp Lang spiega a Brouza che l'imperatore ha si è assicurato un nuovo produttore d'oro di maggior successo. Quando van Delle lo scopre, ne rimane così offeso che si taglia i polsi e muore. Il suo amico Brouza è inconsolabile, proprio come lo era quando morì l'imperatore Massimiliano.

### La brocca di acquavite(Der Branntweinkrug)
I due vecchi musicanti Jäckele-Narr e Koppel-Bär, mentre litigando per una brocca di acquavite, passano a tarda sera accanto alla scuola vecchio-nuova, nella quale sentono canti e grida: nella settimana dopo la festa di Capodanno, gli spiriti dei defunti invocano i nomi di coloro che moriranno nell'anno appena iniziato. Jäckele-Narr e Koppel-Bär ascoltano sbigottiti i nomi di chi viene chiamato e sentono infine il nome di Jäckele-Narr. Koppel-Bär è disperato per il fatto che il suo amico debba morire; anche questi è rimasto silenziosamente turbato. Ma quando viene chiamato anche Mordechai Meisl, cioè "l'uomo che non possiede nulla", i due dubitano che siano gli spiriti dei defunti a chiamare. Pensano che sia un brutto scherzo da parte del ricamatore d'oro, che probabilmente sta riparando lì lo stendardo di broccato, perché per loro è fuori questione che Meisl sia estremamente ricco. Ne sono rincuorati e trovano persino intatta la brocca di acquavite che pensavano si fosse rotta.

### I fedeli dell'imperatore(Die Getreuen des Kaisers)
Tre anni dopo la rivolta del 1618, la società boema è in subbuglio: la Riforma è stata sconfitta, il re è stato espulso, la guerra infuria, i tempi sono brutti. Dopo la grande esecuzione, in cui 27 persone furono impiccate per alto tradimento, l'ex buffone di corte e addetto ai caminetti Brouza, l'ex barbiere di corte Svatek, l'anziano, ex secondo cameriere particolare Červenka e Kasparek, il liutista dell'imperatore, s'incontrano in una locanda. Si scopre anche che l'oste Wondra lavorava come macinapepe nella cucina imperiale e si scambiano aneddoti dei vecchi tempi. Il vecchio Červenka racconta poi la storia della grave malattia di Rodolfo: il dottor Jessenius mise Rodolfo a una rigorosa dieta, gli ordinò di prendere aria fresca e gli disse di alzarsi. Poiché Rodolfo era già troppo debole, lo tirò su con la forza. Quindi l'imperatore avvertì il dottore che, poiché gli aveva messo le mani addosso, un giorno sarebbe finito sulla forca. Oggi lui, Červenka, ha visto avverarsi questa profezia, e parla della maledizione che Rodolfo II pronunciò su tutta Praga. Viene discusso il motivo per cui il vecchio stato ceco cadde. Rispondendo al commento che Rudolf non avrebbe dovuto essere così avaro, Červenka racconta che l'imperatore alla fine non aveva più soldi perché il suo produttore d'oro lo aveva abbandonato. Brouza ha qualcosa da dire al riguardo: sa chi è questo misterioso alchimista, ma non gli è permesso rivelarlo perché ha promesso di non farlo. Nemmeno quando gli viene offerto un arrosto infrange la sua promessa. Ma in cielo un giorno il segreto sarà rivelato, al prezzo di un arrosto celestiale.

### Il lumicino consumato(Das verzehrte Lichtlein)
Una sera a casa da solo, Mordechai Meisl tira le somme della sua vita. Non ha figli a cui lasciare la sua proprietà. Pensa con dolore alla moglie, morta prematuramente, e alle parole enigmatiche che ella ha gridato nell'ora della sua morte: "Rodolfo, aiuto!" Quindi rimugina sul suo legame d'affari con l'imperatore, che a fronte di un gran numero di privilegi ha ricavato solo una quota trimestrale dei profitti, ma che dopo la sua morte dovrebbe ereditarne anche la metà. E la morte sembra vicina, poiché Meisl è in pessime condizioni di salute.
Mordechai Meisl si sente un lumicino che in realtà si è già spento e che è tenuta in vita solo forzatamente – come quello a cui una volta il rabbino Löw ha impedito di spegnersi con una parola magica per una lunga notte – perché Dio ha ancora bisogno di lui in questo mondo per un qualche scopo. Ma a quale? Ora il cameriere Philipp Lang viene in visita e osserva lo stato di salute di Meisl con fredda avidità. Sta aspettando il tesoro segreto, metà del quale sarà ereditato dall'imperatore e sulla cui altra metà intende mettere le mani. Parlano di affari e pettegolezzi della corte. Meisl chiede a Lang perché l'imperatore, come lui, non abbia moglie né figli. Lang gli dice che Rodolfo II è rimasto fedele a una misteriosa amante, che sarebbe stata la moglie di qualcun altro e che all'improvviso gli sarebbe stata strappata. La storia deprime inspiegabilmente Meisl, che esprime il desiderio di vedere l'imperatore di persona. Lang lo rimanda a un momento successivo perché spera che Meisl muoia prima di allora. Così il vecchio Mordechai Meisl si traveste da macellaio e si reca al castello per la consegna della carne alle bestie feroci per vedere l'imperatore.
Rodolfo II è depresso, ha fatto un altro brutto sogno. L'imperatore cerca poi di prendere in prestito 100 fiorini dall'addetto ai caminetti Brouza, ma questi lo prende in giro negandoglieli sfacciatamente). Rodolfo non vuole perdersi il pasto di mezzogiorno dei leoni, ma mentre si dirige verso le gabbie, una ragazza travestita da aiuto-giardiniere si getta davanti a lui per implorare pietà per suo padre e grida: "Rodolfo, aiuto!" L'imperatore prende la ragazza per un pigro garzone di cucina, la rimprovera e va avanti. Ma a Mordechai Meisl queste due parole cadono nel profondo dell'animo e capisce che l'imperatore Rodolfo era l'amante di sua moglie. Egli medita vendetta. L'imperatore non deve ereditare nulla: decide di sbarazzarsi della sua grande ricchezza – e così intende vivere a lungo.

### L'angelo Asael(Der Engel Asael)
Il rabbino Löw riceve la visita di un angelo, che gli parla del potere delle parole che lasciano tracce nel mondo. Il rabbino ricorda le sue parole magiche. Aveva salvato la vita al giovane Rodolfo II quando, durante una visita dell'imperatore nel ghetto, aveva trasformato una pietra destinata ad ucciderlo in una coppia di rondini. L'angelo avverte il rabbino che questo incantesimo avrebbe turbato il piano divino in quel momento, perché quel giorno Rodolfo vide nel ghetto una ragazza e se ne innamorò perdutamente. Dopo una lunga e infruttuosa ricerca della ragazza, Rodolfo fece visita al rabbino Löw e gli ordinò di cercare la ragazza e di portarla al castello. Il rabbino Löw rifiutò poiché la bella era Esther, la moglie di Mordechai Meisl. Allora Rodolfo, pazzo d'amore, minacciò di cacciare gli ebrei da Praga e dalle sue terre. Per paura di questo, il rabbino piantò un roseto e una pianta di rosmarino sotto il ponte di pietra, nel quale le anime di Esther e di Rodolfo potessero unirsi note dopo notte, ed allontanò così il peccato dal ghetto.
Quando l'angelo chiede perché le persone si opprimessero la vita con l'amore, che ha portato solo sfortuna nel mondo, il rabbino Löw ricorda all'angelo gli inizi dei tempi in cui gli angeli e le figlie umane si amavano. Dagli occhi dell'angelo sgorgano delle lacrime.

## Accoglienza
Si trattò dell'ultimo romanzo di Perutz pubblicato mentre l'autore era in vita. Il successo fu moderato, poiché i lettori di lingua tedesca – come già sospettava Perutz prima della pubblicazione – avevano scarso interesse per la letteratura sugli ebrei dopo la loro persecuzione sotto il nazionalsocialismo. L'abilità con cui è stato scritto il romanzo, tuttavia, è stata elogiata dalla critica ancora molto tempo dopo la sua pubblicazione.
Nella rivista della Theodor Kramer Gesellschaft, Martin Krist è sorpreso dal fatto che questo romanzo, il più famoso di tutti i romanzi su Rabbi Löw e il Golem, non sia stato menzionato in una mostra di tre mesi a Praga nel 2009 in occasione del 400º anniversario della morte di Judah Löw e delle sue influenze nell'arte. Il libro compare due volte nelle 500 pagine del catalogo della mostra, ma solo con il titolo. Krist vede questa come una tendenza deliberata: "Perutz probabilmente resterà dimenticato nella Repubblica Ceca, un destino che condivide con molti autori tedeschi a Praga".

## Edizioni
- (DE) Leo Perutz, Nachts unter der steinernen Brücke, Frankfurt am Main, Frankfurter Verlagsanstalt, 1953.
- Leo Perutz, Di notte sotto il ponte di pietra, traduzione di Beatrice Talamo, postfazione di Marino Freschi, Roma, Edizioni e/o, 1988.
- Leo Perutz, Di notte sotto il ponte di pietra, collana Tascabili, traduzione di Beatrice Talamo, postfazione di Marino Freschi, n. 18, Roma, Edizioni e/o, 1992, ISBN 88-7641-125-9.
- Leo Perutz, Di notte sotto il ponte di pietra, collana Gli intramontabili, traduzione di Beatrice Talamo, postfazione di Marino Freschi, Roma, Edizioni e/o, 2017, ISBN 978-88-6632-826-1.

## Opere derivate
Durante l'edizione del 2009 del festival del sirene Operntheater furono messe in scena per la prima volta nove opere basate sui racconti di Di notte sotto il ponte di pietra. L'autrice di tutti i libretti fu Kristine Tornquist e gli autori delle musiche furono Oskar Aichinger per Der entwendete Taler, Akos Banlaky per Der Stern des Wallenstein, René Clemencic per Nachts unter der steinernen Brücke, François-Pierre Descamps per Der vergessene Alchimist, Christof Dienz per Das Gespräch der Hunde, Lukas Haselböck per Der Maler Brabanzio, Paul Koutnik per Das verzehrte Lichtlein, Wolfram Wagner per Die Sarabande e Gernot Schedlberger per Der Heinrich aus der Hölle.